# Tentativa de golpe de Estado na Guiné-Bissau em 2011
A tentativa de golpe de Estado de 2011 na Guiné-Bissau foi um golpe de Estado fracassado por um grupo de soldados renegados em 26 de dezembro de 2011.

## Desenrolar
Na manhã de 26 de dezembro de 2011, eclodiram combates entre duas facções das Forças Armadas, com sons de armas automáticas e disparos de foguetes na base militar de Santa Luzia, alarmando os moradores de Bissau, capital do país. As autoridades afirmam que tudo começou quando o chefe da Marinha, José Américo Bubo Na Tchuto, enviou ordens para prender o chefe do Exército, António Indjai, que foi posteriormente libertado por seus homens. Em seguida, o Chefe do Exército, por sua vez, prendeu o Chefe da Marinha por seu envolvimento no incidente, mas este nega ter dado tais ordens às suas tropas, afirmando que estava "passando as noites em casa, não no quartel". 
Durante as primeiras horas do incidente, quando ainda não estava claro qual era a causa do tumulto, alguns especularam que se tratava de um ataque ao quartel-general militar por soldados que exigiam melhores salários, enquanto outros alegaram que se tratava de uma disputa entre as Forças Armadas pelo controle das rotas do tráfico de drogas.  O Primeiro-Ministro Carlos Gomes Júnior refugiou-se momentaneamente em uma embaixada estrangeira. As autoridades governamentais posteriormente esclareceram que se tratava, na verdade, de uma tentativa de um grupo de soldados de derrubar o governo durante uma coletiva de imprensa. 
No final, 30 perpetradores foram presos, entre eles o Chefe da Marinha por "planejar o golpe". Mais escaramuças foram realizadas pelo exército para efetuar novas prisões, incluindo políticos, resultando em uma única vítima e muitos outros feridos. O governo da Guiné-Bissau anunciou planos para estabelecer uma comissão de inquérito sobre a tentativa frustrada de golpe, enquanto o presidente da União Africana, Jean Ping, expressou preocupação com a situação e pediu diálogo para paz e estabilidade.
Enquanto isso, o presidente Malam Bacai Sanhá, que estava em tratamento médico no exterior, permaneceu ausente durante os acontecimentos. Ele faleceu em janeiro de 2012, alimentando ainda mais a instabilidade política no país.